# لارس هاوغن
لارس هاوغن (بالنرويجية البوكمول: Lars Haugen)‏ هو لاعب هوكي الجليد نرويجي، ولد في 19 مارس 1987 في أوسلو في النرويج.

## وصلات خارجية
- لارس هاوغن على موقع دوري الهوكي للقارات (الإنجليزية)
- لارس هاوغن على موقع EliteProspects.com (الإنجليزية)
- لارس هاوغن على موقع Eurohockey.com (الإنجليزية)
- لارس هاوغن على موقع HockeyDB.com (الإنجليزية)
- لارس هاوغن على موقع أوليمبيديا (الإنجليزية)